# Buthus ibericus
Espèce
Buthus ibericus est une espèce de scorpions de la famille des Buthidae.

## Distribution
Cette espèce est endémique d'Andalousie en Espagne. Elle se rencontre dans la province de Cadix vers San José del Valle, Alcalá de los Gazules, Benaocaz, Tarifa, Arcos de la Frontera et Grazalema.

## Description
Le mâle holotype mesure 56,9 mm et la femelle paratype 65,2 mm.
Les mâles mesurent de 52 à 64 mm et les femelles de 65 à 76 mm.

## Étymologie
Son nom d'espèce lui a été donné en référence au lieu de sa découverte, la péninsule Ibérique.

## Publication originale
- Lourenço & Vachon, 2004 : « Considérations sur le genre Buthus Leach, 1815 en Espagne, et description de deux nouvelles espèces (Scorpiones, Buthidae). » Revista Iberica de Aracnologia, no 9, p. 81-94 (texte intégral).